# Ione (Washington)
Ione es un pueblo ubicado en el condado de Pend Oreille en el estado estadounidense de Washington. En el año 2000 tenía una población de 479 habitantes y una densidad poblacional de 340,3 personas por km².

## Geografía
Ione se encuentra ubicada en las coordenadas 48°44′26″N 117°25′13″O / 48.74056, -117.42028.

## Demografía
Según la Oficina del Censo en 2000 los ingresos medios por hogar en la localidad eran de $24.083, y los ingresos medios por familia eran $30.917. Los hombres tenían unos ingresos medios de $35.000 frente a los $17.500 para las mujeres. La renta per cápita para la localidad era de $12.093. Alrededor del 16,4% de la población estaban por debajo del umbral de pobreza.